# 托尼·门德斯
安东尼奥·约瑟夫·“托尼”·门德斯（1940年11月15日—2019年1月19日 ）是一名前美国中央情報局的技术行动官员（technical operations officer），曾在伊朗人质危机中参与“亞果行動”（Argo）成功营救出六名美国驻伊朗使馆人员，1990年退休。他曾专业从事支援中情局的隐蔽和秘密行动。他也曾写过四部关于他在中央情报局经历的回忆录。在2012年根据“亞果行动”所改编的奧斯卡金像獎得獎电影《逃离德黑兰》中，由本·阿弗莱克執導，以及扮演門德斯。

## 早期生活和教育
门德斯有着爱尔兰、意大利和墨西哥血统，1940年出生于内华达州尤里卡，他在当地的学校上学。门德斯在接受《睁开你的眼睛》杂志采访时解释说，他从来没有学会说西班牙语。十多岁时他随家人一同搬到了科羅拉多州。高中毕业后，他在美国科罗拉多大学继续学习。

## 经历
大学毕业后，门德斯继续作为一个艺术家工作。他靠为马丁·玛丽埃塔做插画和模具设计师来支持自己。
在1965年，门德斯接受了一则关于图形艺术家的盲目广告。接着他受了中央情报局的聘请，成为一名技術服務辦公室的间谍艺术家。
门德斯在南亚、东南亚和中东地区担任美国中央情报局的官员。他经常在该机构处理伪造证件，伪装以及处理其他的图形相关的间谍工作。他为美国中央情报局服务了25年。

## 婚姻与家庭
门德斯和他的第一任妻子凯伦有三个孩子：伊恩（在2010年死于结肠癌）、阿曼达和雕塑家安东尼奥·托比亚斯·门德斯。凯伦·门德斯于1986年去世。
在20世纪80年代中期，门德斯曾与同是中央情报局官员的喬娜·門德斯共事，来重建美国在苏联以及后来的俄罗斯的安全机构。门德斯1990年退休后，他们结婚了。

## 晚年
自从1990年从中央情报局退休后，门德斯和他的妻子乔娜，一名有着27年役龄的CIA老将，一同担任国际间谍博物馆董事会成员。他作为一名全职艺术家。
门德斯已经写了4部非小说类书籍：
- 2000年，《伪装大师：我在中情局的秘密生活》（Master of Disguise: My Secret Life in the CIA），回忆他在CIA的工作经历。[8]
- 2003年，《间谍尘：两位伪装大师揭示那些帮助赢得了冷战的工具和行动》（Spy Dust: Two Masters of Disguise Reveal the Tools and Operations that Helped Win the Cold War），与乔娜·门德斯以及布鲁斯·B·亨德森合著。
- 2012年，《欺骗的经典案例》（A Classic Case of Deception, about the Canadian Caper），由美国中央情报局出版。
- 2012年，《阿尔戈：美国中央情报局与好莱坞是如何合力完成了历史上最大胆的救援行动的》（Argo: How the CIA and Hollywood Pulled Off the Most Audacious Rescue in History）（2012年）与馬特·巴格里奧合著，"Canadian Caper"的更详细描述。

他的第一部作品于2002年被CIA的出版物审查委员会前主席约翰·霍利斯特·达理赞誉为的三部“里程碑式的回忆录”之一。
2005年1月《男人装》杂志刊登了一些门德斯任职中情局伪装部门负责人时期的照片。
门德斯和乔娜住在马里兰州农村，在那儿华盛顿县的一个40英亩的农场上有他的工作室和画廊。
2009年，门德斯被診斷罹患巴金森氏症。2019年1月19日，因巴金森氏症併發症在馬里蘭州逝世，享壽78歲，身後葬於家鄉內華達州。